# Barreiros (Lugo)
Barreiros ist eine spanische Gemeinde (Concello) mit 3.030 Einwohnern (Stand: 2024) in der Provinz Lugo der Autonomen Gemeinschaft Galicien.

## Geografie
Barreiros liegt im Norden der Provinz Lugo an der Küste zum Atlantik ca. 85 Kilometer nordöstlich der Provinzhauptstadt Lugo. Der Streifen wird A Mariña Lucense genannt.
Umgeben wird Barreiros von den vier Nachbargemeinden:
| Foz      | Atlantischer Ozean                          | Atlantischer Ozean |
|          | Kompassrose, die auf Nachbargemeinden zeigt | Ribadeo            |
| Lourenzá |                                             | Trabada            |

## Klima
|                        | Jan  | Feb  | Mär  | Apr  | Mai  | Jun  | Jul  | Aug  | Sep  | Okt  | Nov  | Dez  |   |      |
| Mittl. Temperatur (°C) | 9,4  | 9,1  | 10,5 | 11,7 | 13,8 | 16,6 | 18,4 | 19   | 17,7 | 15,4 | 11,7 | 10,1 | ⌀ | 13,6 |
| Mittl. Tagesmax. (°C)  | 11,8 | 11,9 | 13,6 | 14,8 | 17   | 19,8 | 21,7 | 22,3 | 21   | 18,5 | 14,1 | 12,6 | ⌀ | 16,6 |
| Mittl. Tagesmin. (°C)  | 7,2  | 6,7  | 7,7  | 8,8  | 10,9 | 13,7 | 15,5 | 16,1 | 14,9 | 12,8 | 9,6  | 7,9  | ⌀ | 11   |
|                        |      |      |      |      |      |      |      |      |      |      |      |      |   |      |
| Niederschlag (mm)      | 121  | 100  | 101  | 118  | 109  | 72   | 52   | 66   | 78   | 125  | 141  | 120  | Σ | 1203 |
|                        |      |      |      |      |      |      |      |      |      |      |      |      |   |      |
| Sonnenstunden (h/d)    | 4,1  | 4,8  | 6,0  | 6,5  | 6,9  | 6,9  | 6,5  | 6,6  | 6,6  | 6,1  | 4,6  | 4,6  | ⌀ | 5,9  |
|                        |      |      |      |      |      |      |      |      |      |      |      |      |   |      |
| Regentage (d)          | 11   | 9    | 10   | 12   | 12   | 9    | 8    | 9    | 9    | 11   | 13   | 11   | Σ | 124  |
|                        |      |      |      |      |      |      |      |      |      |      |      |      |   |      |
| Wassertemperatur (°C)  | 13,2 | 12,6 | 12,5 | 13,1 | 14,5 | 16,7 | 18,9 | 19,9 | 18,8 | 17,2 | 15,2 | 13,9 | ⌀ | 15,6 |
|                        |      |      |      |      |      |      |      |      |      |      |      |      |   |      |
| Luftfeuchtigkeit (%)   | 81   | 79   | 79   | 79   | 80   | 79   | 78   | 78   | 80   | 80   | 81   | 80   | ⌀ | 79,5 |

| 7,2 |

| 6,7 |

| 7,7 |

| 8,8 |

| 10,9 |

| 13,7 |

| 15,5 |

| 16,1 |

| 14,9 |

| 12,8 |

| 9,6 |

| 7,9 |

| 7,2 |

| 6,7 |

| 7,7 |

| 8,8 |

| 10,9 |

| 13,7 |

| 15,5 |

| 16,1 |

| 14,9 |

| 12,8 |

| 9,6 |

| 7,9 |

Das Klima in Barreiros weist einen maritimen Charakter auf mit mäßig warmen Sommern und sehr milden Wintern. Die jährliche Niederschlagsmenge ist hoch. Im Juli ist der geringste Niederschlag zu erwarten bei allerdings kaum weniger Regentagen als in den anderen Monaten. Die Luftfeuchtigkeit ist hoch und verändert sich über die Monate des Jahres kaum. Die durchschnittliche Wassertemperatur des Atlantiks ist im August mit knapp 20 °C am höchsten, im März mit immer noch 12,5 °C am niedrigsten.

## Bevölkerungsentwicklung der Gemeinde
Quelle: INE-Archiv – grafische Aufarbeitung für Wikipedia

## Gemeindegliederung
Die Gemeinde Barreiros ist in acht Parroquias gegliedert:
| Parroquias                | Patrozinium       | Einwohner 2024 | Fläche km² | Dichte Einw./km² | Höhe msnm | Ortskennzahl |
| ------------------------- | ----------------- | -------------- | ---------- | ---------------- | --------- | ------------ |
| Cabarcos                  | San Xulián        | 273            | 21,48      | 13               | 115       | 27005030000  |
| Celeiro de Mariñaos       | Santa Cristina    | 147            | 7,49       | 20               | 32        | 27005050000  |
| Reinante                  | Santiago          | 182            | 3,50       | 52               | 70        | 27005070000  |
| San Cosme de Barreiros    | San Cosme         | 1.034          | 10,39      | 100              | 28        | 27005010000  |
| San Miguel de Reinante    | San Miguel        | 678            | 11,32      | 60               | 54        | 27005060000  |
| San Pedro de Benquerencia | San Pedro         | 476            | 6,97       | 68               | 11        | 27005020000  |
| San Xusto de Cabarcos     | San Xusto         | 186            | 9,13       | 20               | 130       | 27005040000  |
| Vilamartín Pequeno        | San Xoán Degolado | 44             | 1,83       | 24               | 310       | 27005080000  |

Der Sitz der Gemeinde befindet sich in der Parroquia San Cosme de Barreiros.

## Geschichte
Das älteste Dokument, das sich auf Barreiros bezieht, stammt aus dem Jahr 775 und handelt von einer Landspende von König Don Silo von Asturien an mehrere Mönche auf Wunsch von Abt Esperanta, damit ein Kloster gebaut werden konnte, von dem jedoch heute keine Spur erhalten ist. Vom Namen Asperotano, wie das Kloster hieß, leiten sich einige der Dörfer ab, die Aspera in den Parroquias San Cosme de Barreiros und San Miguel de Reinante genannt werden.
Der Name Cabarcos scheint von Civarcos abzustammen, einer Ortschaft, die von Plinius benannt wurde und zwischen den Mündungen des Masma und des Eo liegt. Im Mittelalter taucht der Name Cibarcos oder Cabarcos weiterhin auf, wie in der Bestätigung, die König Ordoño II von Galicien im Jahr 916 der Kirche von León gewährte, in der Sancti Justi de Cabarcos erscheint.

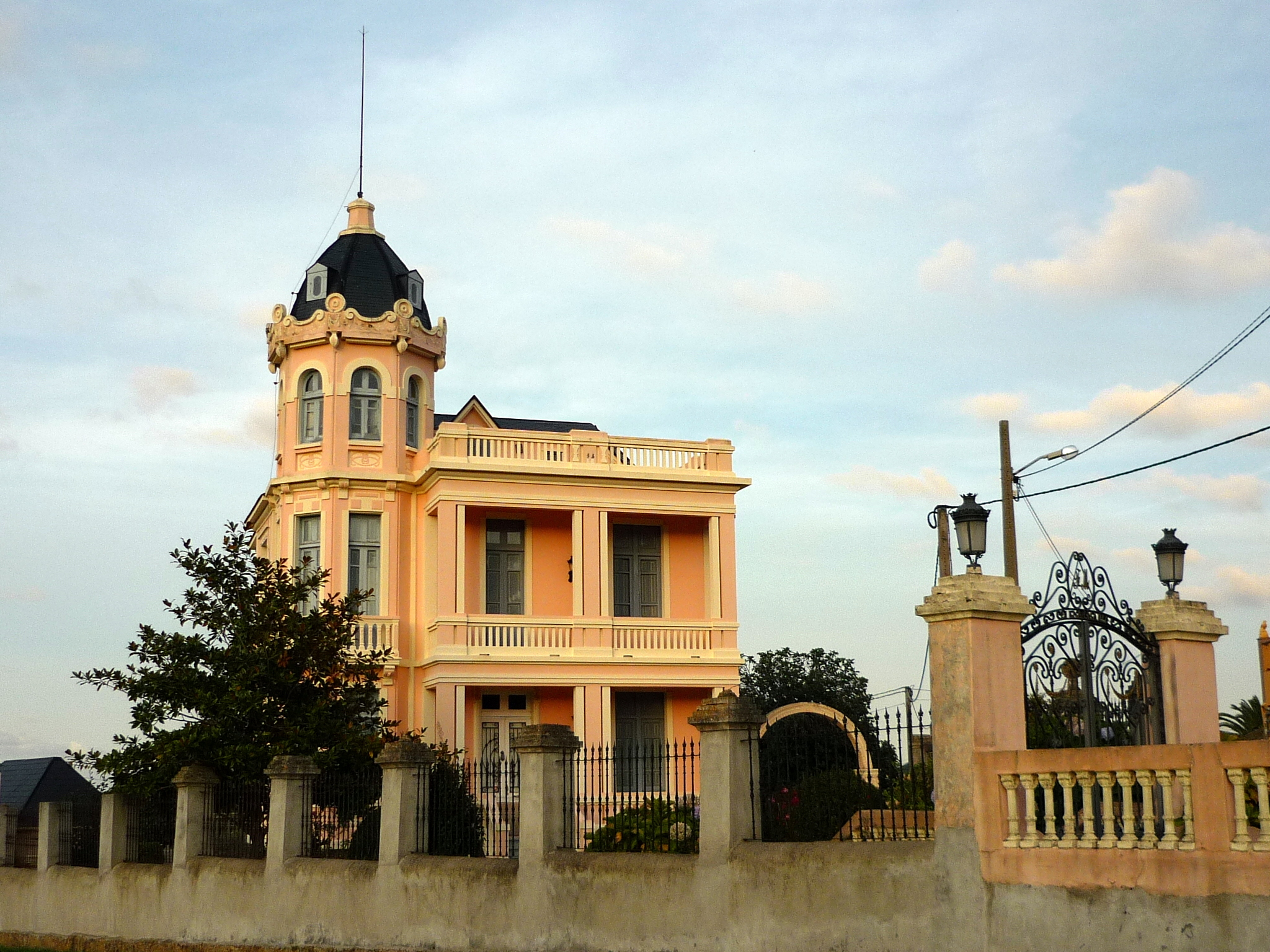
Beispiel einer „Casa indiana“

Um das Jahr 1400 besaß Pardo de Cela das Gericht, das ihm der Abt des Klosters Vilanova de Lourenzá aus Santa Cristina de Celeiro gewährt hatte. 1406 schenkte López Díaz de Teijeiro die Terrería de Cabarcos dem Bischof von Mondoñedo. Pedro Pardo de Cabarcos, Neffe von Marschall Pardo de Cela, verkaufte Land im Wert von 2000 Maravedí, um den katholischen Königen die Einnahme Granadas zu unterstützen.
Während des 18. und 19. Jahrhunderts war die Geschichte von Barreiros mit der Auswanderung verbunden. Kuba, Argentinien und Mexiko waren die Ziele, die von den Bewohnern gewählt wurden, um ihre Lebensbedingungen zu verbessern. Einige von ihnen, im Volksmund „die Amerikaner“ genannt, trugen zur kulturellen Entwicklung, zur Gründung von Pfarrschulen und zur Stadtentwicklung ihrer Heimatgemeinde (indische Bauten) bei. Die Bauwerke wurden construcciones indianas genannt.

Logo des Jakobswegs

## Jakobsweg
Durch das südliche Gemeindegebiet führt der Jakobsweg mit der Variante Camino de la Costa.

## Sehenswürdigkeiten
- Neun Strände, die sich auf mehr als acht Kilometer Küste ausdehnen

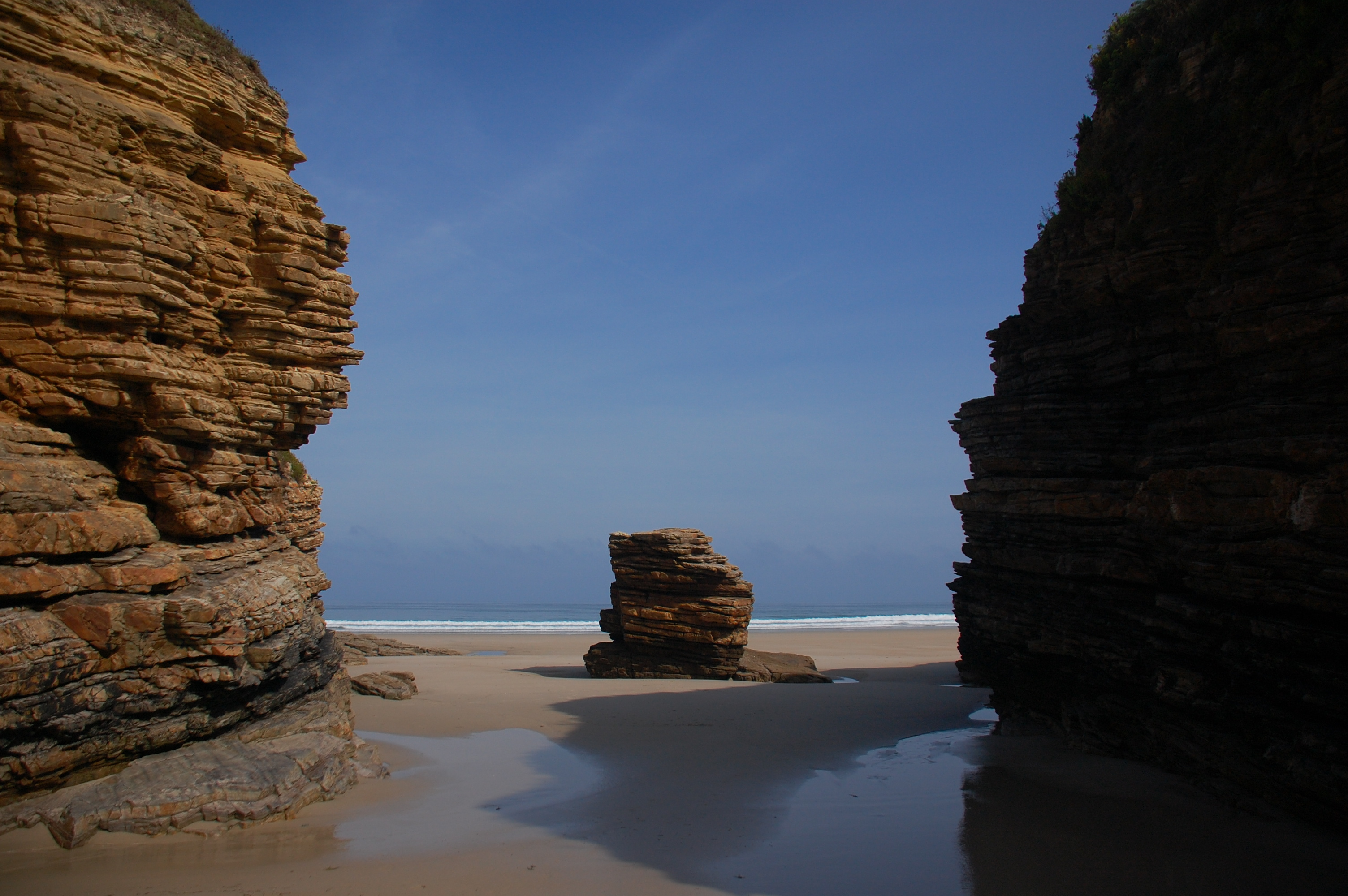
Praia de Lóngara
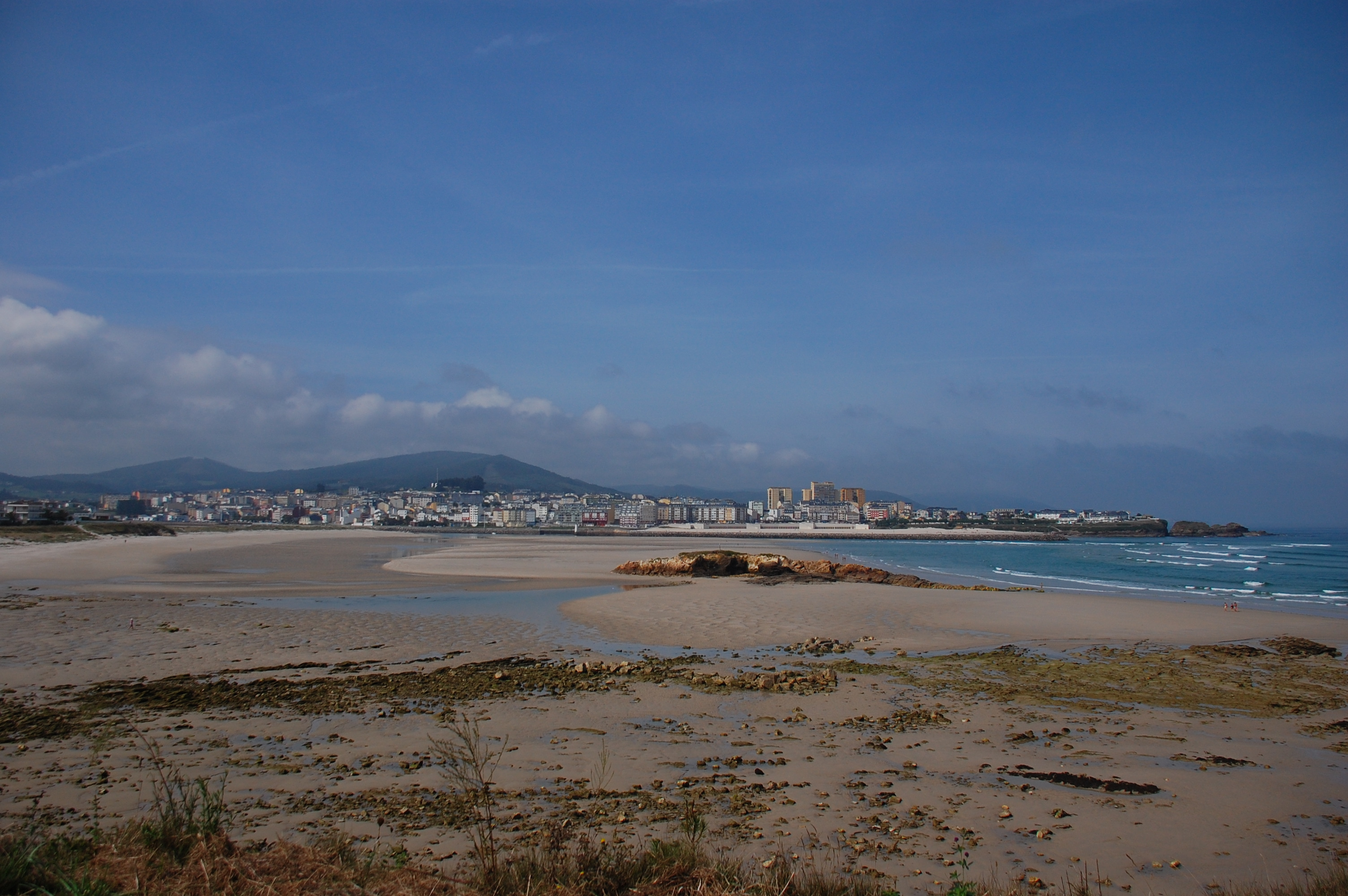
Praia do Altar, im Hintergrund Foz
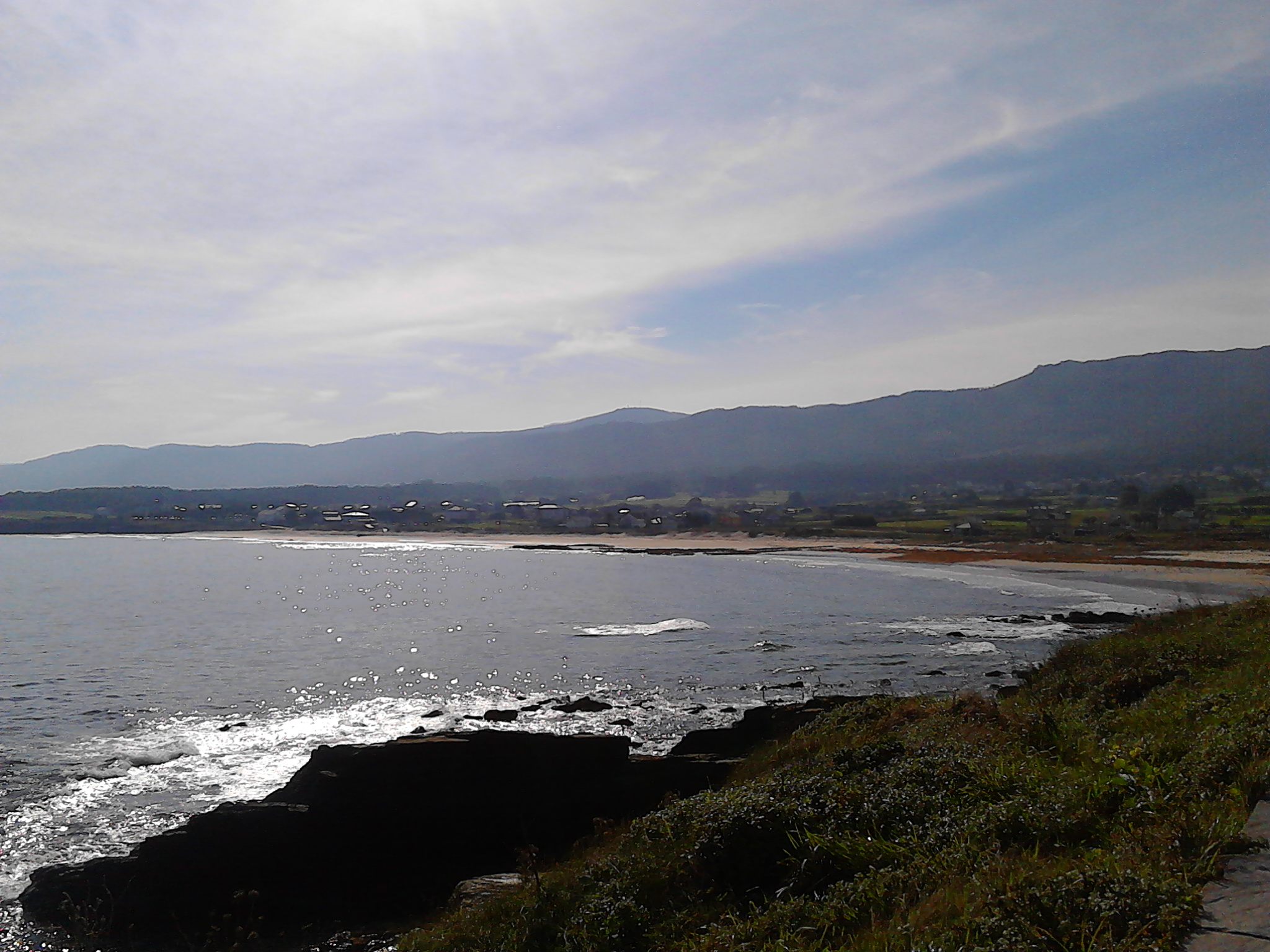
Blick auf den Strand von Arealonga

- Ausgrabungsstätte mit Funden aus der Bronzezeit bei Santiago de Reinante
- Felsgrab am Strand von Remior
- Pfarrkirche San Xusto de Cabarcos auf dem Jakobsweg
- Pfarrkirche San Juan Delgado in Vilamartín Pequeno

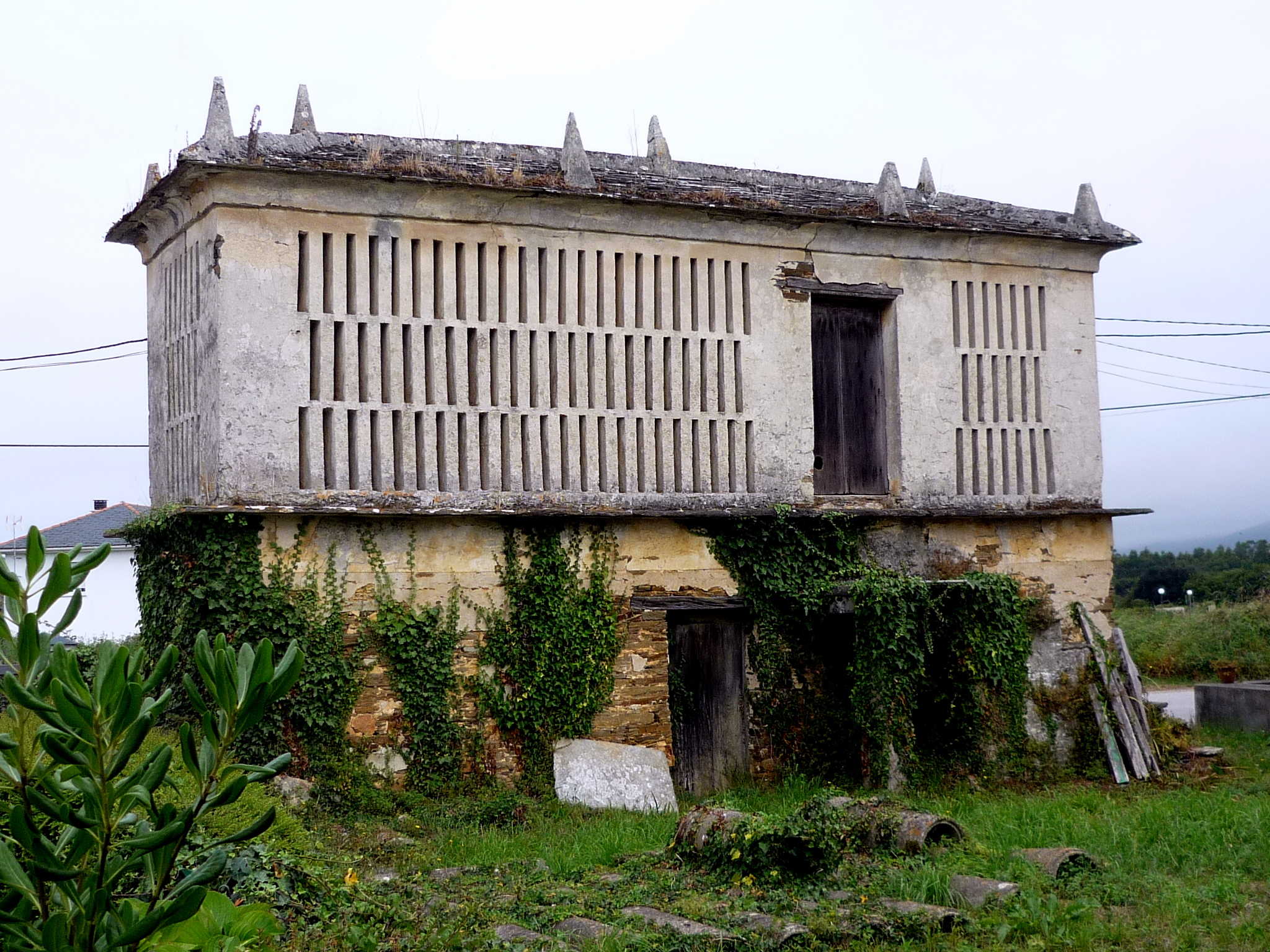
Getreidespeicher in Barreiros

- Taubenschläge
- Getreidespeicher

## Wirtschaft und Infrastruktur
| Ackerbau, Viehzucht und Fischerei                                                  | 0107  | 09,78  |
| Industrie                                                                          | 0100  | 09,14  |
| Bauwirtschaft                                                                      | 0103  | 09,41  |
| Dienstleistungsbetriebe                                                            | 0784  | 071,66 |
| Total                                                                              | 1.094 | 100,00 |
| * Daten aus dem Statistischen Amt für Wirtschaftliche Entwicklung in Galicien, IGE |       |        |

Die wichtigsten wirtschaftlichen Aktivitäten der Gemeinde sind Tourismus, Landwirtschaft und Viehzucht, die ungefähr drei Viertel der Bevölkerung beschäftigen. Die meisten Viehbetriebe sind auf die Milchproduktion ausgerichtet. Darüber hinaus werden 55 % der Fläche für die Waldnutzung genutzt.
Die Autovía A-8 („Autovía del Cantábrico“) von Bilbao bis zum Auftreffen auf die Autovía A-6 bei Begonte nordwestlich von Lugo durchquert das Gemeindegebiet von Ost nach West mit einer Abfahrt bei San Cosme de Barreiros.
Die Nationalstraße N-634 von Santiago de Compostela nach San Sebastián verläuft parallel zur A-8 durch das Gemeindegebiet. Nach Westen wird die Nationalstraße N-642 entlang der Küste bis Cervo geführt.
Die Gemeinde besitzt zwei Haltepunkte auf der Bahnstrecke Ferrol–Gijón auf, einen in San Cosme de Barreiros und einen in San Miguel de Reinante.
Buslinien verbinden die Gemeinde täglich mit Lugo und A Coruña.